# Royal Daring Club de Bruxelles
Il Royal Daring Club de Bruxelles, meglio noto come Daring Club e avente Royal Daring Club Molenbeek come ultima denominazione, fu una società calcistica belga con sede nel comune di Molenbeek-Saint-Jean, nell'area metropolitana di Bruxelles. Fondato nel 1895, ricevette la matricola numero 2 dalla federazione belga. Ha militato per 48 stagioni nella massima divisione del campionato belga. Nella sua storia ha vinto per 5 volte il campionato belga e una volta la Coppa del Belgio. Nel 1973 la società venne sciolta a seguito della fusione col Royal Racing White, che diede origine al Racing White Daring Molenbeek.

## Storia

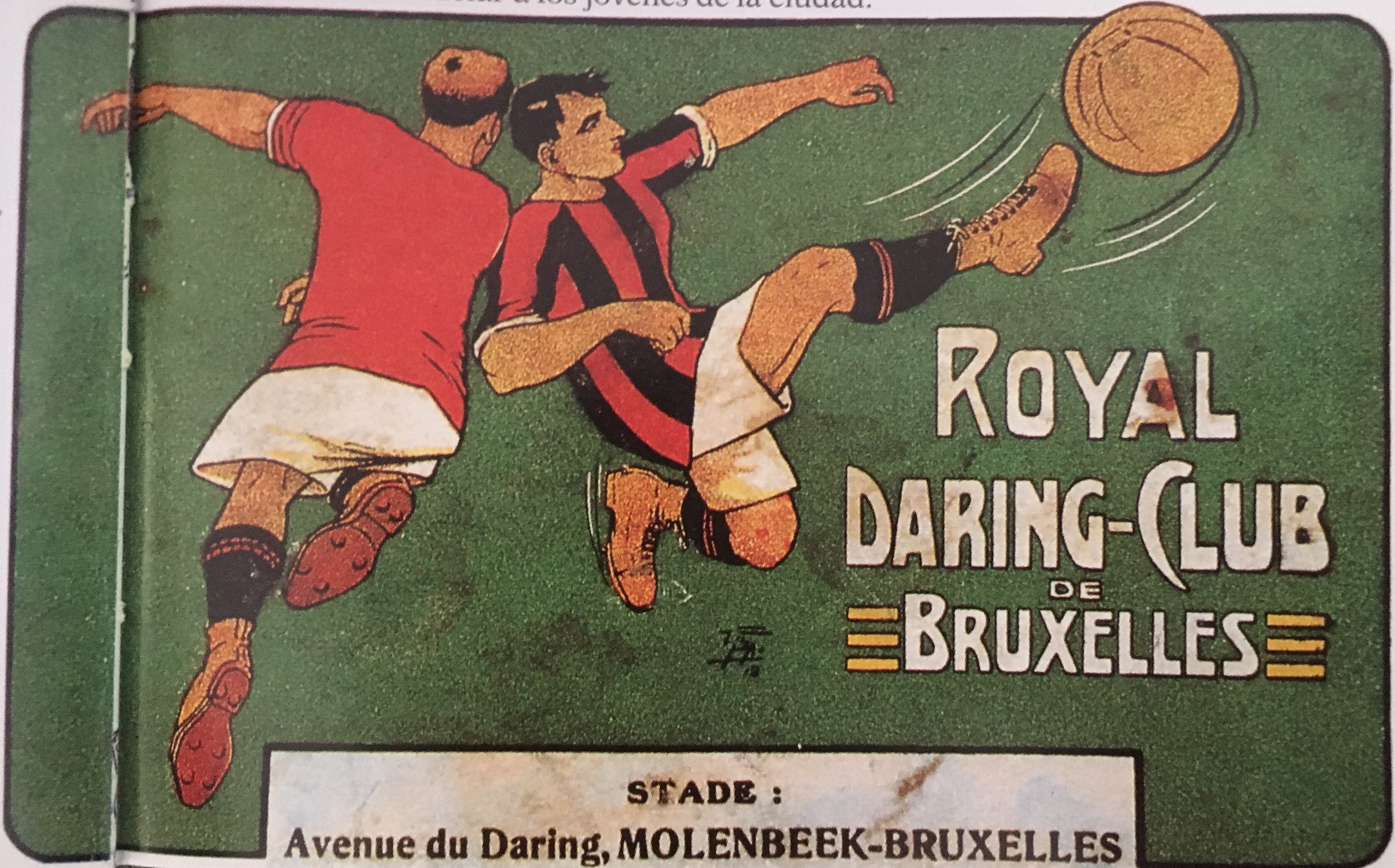
Poster per una partita del Daring Club nel 1912.

Il club venne fondato a Bruxelles il 2 maggio 1895 da un gruppo di studenti, che furono ispirati da un giornale olandese che parlava di un club chiamato Daring, nome derivante dall'inglese to dare (osare in italiano). Vennero scelti il bianco e il blu come colori sociali e come campo da gioco venne affittato il terreno dove nel 1905 iniziarono i lavori per la costruzione della Basilica del Sacro Cuore di Koekelberg. L'11 novembre 1897 il club venne affiliato alla UBSSA, la società belga organizzatrice del campionato di calcio. Nel 1899 vennero cambiati i colori sociali, passando al rosso e al nero. Nel 1900 il club, mosso dalla necessità di trovare un nuovo terreno di gioco, si fuse col Brussels Football Club, cambiando denominazione in Daring Bruxelles Football Club. Nel 1902 arrivò una nuova fusione con altri due club, lo Sporting Molenbeek e lo Skill Football Club de Bruxelles, quest'ultimo militante nella massima serie nazionale; con la fusione il club tornò alla denominazione Daring Club de Bruxelles. Dopo un'ulteriore fusione con l'US Bruxelles, il club si iscrisse per la prima volta alla Division d'Honneur per la stagione 1903-1904.

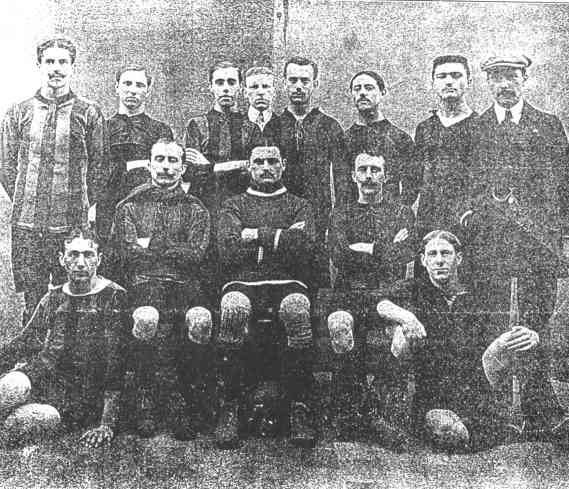
Squadra del Daring Club, vincitrice del campionato belga 1911-1912.

In quegli anni iniziarono le sfide contro i concittadini dell'Union Saint-Gilloise. Il Daring Club vinse il campionato belga per la prima volta al termine della stagione 1911-1912, superando di due soli punti i rivali dell'Union Saint-Gilloise, vincitori già di sei titoli nazionali nella decade precedente. Nella stagione successiva le due squadre conclusero la stagione a pari punti in testa alla classifica, così che fu necessario uno spareggio per l'assegnazione del titolo di campione del Belgio, spareggio che venne vinto dall'Union Saint-Gilloise. Il Daring Club si prese la rivincita, vincendo il campionato 1913-1914 con tre punti di vantaggio sullo stesso Union Saint-Gilloise. In quegli anni il club stabilì il proprio campo da gioco nella municipalità di Molenbeek-Saint-Jean e la nuova struttura, molto avanzata per l'epoca, venne inaugurata il 12 settembre 1920 con una partita proprio contro i rivali dell'Union Saint-Gilloise alla presenza dei principi Leopoldo e Carlo.
Il 1º luglio 1920 il club ottenne dalla federazione belga la matricola numero 2. Il 12 luglio successivo il club ottenne il suffisso "Royal", concesso ai club con almeno 25 anni di storia. Il Daring Club vinse il suo terzo titolo al termine della stagione 1920-1921. Negli anni successivi il Daring Club andò incontro ad alti e bassi con anche la disputa degli spareggi salvezza al termine della stagione 1927-1928.
Nel corso degli anni trenta si consolidò la rivalità con l'Union Saint-Gilloise, che assunse una notorietà tale da fare da sfondo all'opera teatrale Bossemans et Coppenolle, ambientata nella Bruxelles degli anni trenta. L'Union vinse il campionato belga per tre stagioni consecutive tra il 1932 e il 1935 e in quel triennio inanellò una serie di 60 partite consecutive senza sconfitte, tanto da venire rinominato Union60. La serie venne interrotta dopo tre anni il 10 febbraio 1935 da una sconfitta per 2-0 proprio contro gli storici rivali del Daring Club. Nel biennio successivo (1935-1937) Il Daring Club vinse il campionato belga per la quarta e quinta volta nella sua storia, dopo aver vinto nel 1935 la sua prima Coppa del Belgio. Dopo un secondo posto successivo ai due titoli consecutivi, il Daring Club retrocesse in Division 1, la seconda serie nazionale, per la prima volta nella sua storia al termine della stagione 1938-1939. In quella stagione il club venne accusato di un tentativo di corruzione di un calciatore dell'Union Saint-Gilloise, venendo così retrocesso di due categorie, ma un successivo accordo con l'Union Hutoise consentì al Daring Club di iscriversi in seconda serie.
La permanenza del Daring Club in seconda divisione durò undici anni, terminata con la stagione 1949-1950, conclusa con la vittoria del girone A di Division 1 davanti ai rivali dell'Union Saint-Gilloise, retrocessi l'anno precedente. Nello stesso 1950 il club cambiò denominazione in Royal Daring Club de Bruxelles. Il ritorno nella massima serie non coincise col ritorno del club agli alti livelli raggiunti tra le due guerre mondiali, infatti il club andò incontro a due retrocessioni in seconda serie nel corso degli anni cinquanta, seguita da pronte risalite di categoria. Il Daring Club concluse la stagione 1956-1957 al quarto posto, che risultò essere il miglior posizionamento che avrebbe raggiunto dopo gli anni della seconda guerra mondiale. Nel corso degli anni sessanta il Daring Club ebbe modo di partecipare alla Coppa delle Fiere in due occasioni: per la prima volta nell'edizione 1965-1966, venendo eliminato già al primo turno dagli svedesi dell'AIK, e la seconda volta nell'edizione 1968-1969, venendo subito eliminato dai greci del Panathīnaïkos, nonostante la vittoria nella gara di andata. Al termine della stagione 1968-1968 il Daring Club concluse il campionato di Division 1 all'ultimo posto, venendo retrocesso in Division 2. Quella stagione fu anche caratterizzata dalla morte del presidente Marcel Fluche allo stadio del corso della partita contro il Lierse, presidente che due anni prima si era contraddistinto per aver ritirato la squadra come protesta per una decisione arbitrale avversa nella partita contro l'Anderlecht.
Nella stagione 1969-1970 il nuovo presidente Jean-Baptiste L'Ecluse allestì una squadra competitiva con l'obiettivo di una pronta risalita in massima serie, ma il Daring Club concluse il campionato al terzo posto finale a soli due punti dalla promozione. Nella stessa stagione la squadra raggiunse la finale della Coppa del Belgio, persa per 6-1 dal FC Brugeois, divenendo la seconda squadra non militante nella massima serie belga ad arrivare in finale nella storia della competizione. Nello stesso 1970 il club cambiò denominazione in Royal Daring Club Molenbeek. Dopo tre stagioni di fila in Division 2, durante le quali la squadra non aveva la competitività tale da risalire di categoria, nel 1973 si optò per una fusione col Royal Racing White, società di Woluwe-Saint-Lambert militante nella Division 1. Con la fusione il Royal Racing White spostò il suo campo di gioco a Molenbeek, lì dove giocava il Daring Club, e il nuovo club venne rinominato Racing White Daring Molenbeek, che mantenne la matricola numero 47 del Racing White, la sezione calcistica del Royal Daring Club Molenbeek venne chiusa e la storia della matricola numero 2 terminò in quel 1973.

## Calciatori

### Vincitori di titoli
Giochi Olimpici
- Armand Swartenbroeks (Anversa 1920)
- Léon Vandermeiren (Anversa 1920)

## Palmarès

### Competizioni nazionali
- Campionato belga: 5

1911-1912, 1913-1914, 1920-1921, 1935-1936, 1936-1937
- Coppa del Belgio: 1

1934-1935

### Altri piazzamenti
- Campionato belga:

Secondo posto: 1908-1909, 1912-1913, 1933-1934, 1937-1938
- Coppa del Belgio:

Finale: 1969-1970

## Statistiche

### Partecipazione ai campionati
| Livello | Categoria          | Partecipazioni | Debutto   | Ultima stagione | Totale |
| ------- | ------------------ | -------------- | --------- | --------------- | ------ |
| 1º      | Division d'Honneur | 33             | 1903-1904 | 1951-1952       | 48     |
| 1º      | Division 1         | 15             | 1952-1953 | 1968-1969       | 48     |
| 2º      | Division 1         | 8              | 1941-1942 | 1949-1950       | 14     |
| 2º      | Division 2         | 6              | 1954-1955 | 1972-1973       | 14     |